# مرحلة المجموعات في الدوري الأوروبي 2017–18
مرحلة المجموعات في الدوري الأوروبي 2017–18 بدأت في 14 سبتمبر وانتهت في 7 ديسمبر 2017. تنافس ما مجموعه 48 فريق في مرحلة المجموعات لتقرر 24 من الأماكن الـ32 في مرحلة خروج المغلوب من الدوري الأوروبي 2017–18.

## القرعة
قرعة مرحلة المجموعات كانت انعقدت في 25 أغسطس 2017، 13:00 تـ.و.أ.صـ.، في منتدى غريمالدي في موناكو.
تسحب الفرق الـ48 في اثنا عشر مجموعة من أربعة فرق، عملا بتقييد أن الفرق من نفس الاتحاد لا يمكن أن تسحب كل ضد الآخر. بالنسبة للقرعة، الفرق مصنفة في أربع أوعية مستندة على معاملات أندية اليويفا 2017.
في 17 يوليو 2014، حكمت لجنة اليويفا الطارئة بأن الأندية الأوكرانية والروسية لن تسحب كل ضد الآخر «حتى إشعار آخر» بسبب الاضطرابات السياسية بين البلدان.
علاوة على ذلك، القرعة مسيطر عليها للفرق من نفس الاتحاد لكي تقسم الفرق بانتظام إلى الاثنين من المجموعات من أربعة مجموعات (أ–س، ص–ك) للتغطية التلفزيونية القصوى. في كل يوم مباريات، مجموعة واحدة من ستة مجموعات تلعب مبارياتها في 19:00 تـ.و.أ.صـ./تـ.و.أ، بينما المجموعة الأخرى من ستة مجموعات تلعب مبارياتها في 21:05 تـ.و.أ.صـ./تـ.و.أ، مع تناوب مجموعتي المجموعات بين كل يوم مباريات.
إن جدول المباريات يقرر بعد القرعة، باستخدام قرعة حاسوبية لا تظهر للعموم، بتسلسل المباريات التالي (مادة اللوائح 15.02):
ملاحظة: مواقع للجدولة لا تستخدم أوعية التصنيف، ومثال على ذلك، فريق 1 ليس بالضرورة الفريق من وعاء 1 في القرعة.
| يوم المباريات   | المباريات    |
| --------------- | ------------ |
| يوم المباريات 1 | 2 × 3، 4 × 1 |
| يوم المباريات 2 | 1 × 2، 3 × 4 |
| يوم المباريات 3 | 3 × 1، 2 × 4 |

| يوم المباريات   | المباريات    |
| --------------- | ------------ |
| يوم المباريات 4 | 1 × 3، 4 × 2 |
| يوم المباريات 5 | 3 × 2، 1 × 4 |
| يوم المباريات 6 | 2 × 1، 4 × 3 |

هناك بعض جدولة القيود: على سبيل المثال، فرق من نفس المدينة عموما لا تلعب في أرضها في نفس يوم المباريات (يحاول اليويفا تجنب لعب الفرق من نفس المدينة في أرضها في نفس اليوم، بسبب اللوجستيات والسيطرة على الحشود)، وفرق في بعض البلدان (ومثال على ذلك، روسيا) لا تلعب في أرضها في يوم المباريات الأخير (بسبب الطقس البارد وأوقات ضربة بداية آنية).

## النظام
في كل مجموعة، تلعب الفرق كل ضد الآخر ذهابا وإيابا في نظام دورة روبن. يتقدم الفائزون وثواني المجموعة إلى دور الـ32، حيث ينضم إليهم الفرق في المرتبة الثالثة الثمان من مرحلة مجموعات دوري الأبطال.

## المجموعات
أيام المباريات 14 سبتمبر، 28 سبتمبر، 19 أكتوبر، 2 نوفمبر، 23 نوفمبر، و7 ديسمبر 2017. إن أوقات بداية المباراة 19:00 و21:05 تـ.و.أ.صـ./تـ.و.أ عموما، ما عدا بعض المباريات للأسباب الجغرافية.
الأوقات حتى 28 أكتوبر 2017 (أيام المباريات 1–3) تـ.و.أ.صـ. (تـ.عـ.مـ.+2)، فيما بعد (أيام المباريات 4–6) الأوقات تـ.و.أ. (تـ.عـ.مـ.+1).

### المجموعة أ
| م | الفريق        | لعب | ف | ت | خ | أ.له | أ.ع | أ.ف | نقاط | التأهل                     |
| - | ------------- | --- | - | - | - | ---- | --- | --- | ---- | -------------------------- |
| 1 | فياريال       | 6   | 3 | 2 | 1 | 10   | 6   | +4  | 11   | التقدم لمرحلة خروج المغلوب |
| 2 | أستانا        | 6   | 3 | 1 | 2 | 10   | 7   | +3  | 10   | التقدم لمرحلة خروج المغلوب |
| 3 | سلافيا براغ   | 6   | 2 | 2 | 2 | 6    | 6   | 0   | 8    |                            |
| 4 | مكابي تل أبيب | 6   | 1 | 1 | 4 | 1    | 8   | −7  | 4    |                            |

| نادي فياريال                                                   | 3–1   | نادي أستانا           |
| -------------------------------------------------------------- | ----- | --------------------- |
| - نيكولا سانسوني 16' - سيدريك باكامبو 75' - دينيس تشيريشيف 77' | تقرير | - يوري لوجفينينكو 68' |

| سلافيا براغ       | 1–0   | نادي مكابي تل أبيب |
| ----------------- | ----- | ------------------ |
| - توماش نتسيد 12' | تقرير |                    |

| نادي أستانا         | 1–1   | سلافيا براغ               |
| ------------------- | ----- | ------------------------- |
| - مارين توماسوف 42' | تقرير | - مايكل نغادو نغادجوي 18' |

| نادي مكابي تل أبيب | 0–0   | نادي فياريال |
| ------------------ | ----- | ------------ |
|                    | تقرير |              |

| نادي أستانا                                            | 4–0   | نادي مكابي تل أبيب |
| ------------------------------------------------------ | ----- | ------------------ |
| - Twumasi 33' (ركلة.)، 42' - جونيور كابانانغا 47'، 52' | تقرير |                    |

| نادي فياريال                          | 2–2   | سلافيا براغ                  |
| ------------------------------------- | ----- | ---------------------------- |
| - مانو تريغيروس 41' - كارلوس باكا 44' | تقرير | - توماش نتسيد 18' - داني 30' |

| نادي مكابي تل أبيب | 0–1   | نادي أستانا   |
| ------------------ | ----- | ------------- |
|                    | تقرير | - Twumasi 57' |

| سلافيا براغ | 0–2   | نادي فياريال                              |
| ----------- | ----- | ----------------------------------------- |
|             | تقرير | - كارلوس باكا 15' - سيمون ديلي 89' (ه.ذ.) |

| نادي أستانا                          | 2–3   | نادي فياريال                         |
| ------------------------------------ | ----- | ------------------------------------ |
| - جونيور كابانانغا 22' - Twumasi 88' | تقرير | - Raba 39' - سيدريك باكامبو 65'، 83' |

| نادي مكابي تل أبيب | 0–2   | سلافيا براغ           |
| ------------------ | ----- | --------------------- |
|                    | تقرير | - Hušbauer 45+1'، 54' |

| نادي فياريال | 0–1   | نادي مكابي تل أبيب |
| ------------ | ----- | ------------------ |
|              | تقرير | - نيك بلاكمان 60'  |

| سلافيا براغ | 0–1   | نادي أستانا          |
| ----------- | ----- | -------------------- |
|             | تقرير | - مارين أنيتشيتش 38' |

### المجموعة ب
| م | الفريق          | لعب | ف | ت | خ | أ.له | أ.ع | أ.ف | نقاط | التأهل                     |
| - | --------------- | --- | - | - | - | ---- | --- | --- | ---- | -------------------------- |
| 1 | دينامو كييف     | 6   | 4 | 1 | 1 | 15   | 9   | +6  | 13   | التقدم لمرحلة خروج المغلوب |
| 2 | بارتيزان        | 6   | 2 | 2 | 2 | 8    | 9   | −1  | 8    | التقدم لمرحلة خروج المغلوب |
| 3 | يانغ بويز       | 6   | 1 | 3 | 2 | 7    | 8   | −1  | 6    |                            |
| 4 | سكندربيو كورتشه | 6   | 1 | 2 | 3 | 6    | 10  | −4  | 5    |                            |

| دينامو كييف                                                              | 3–1   | نادي سكندربيو كورتشه |
| ------------------------------------------------------------------------ | ----- | -------------------- |
| - سيرهي سيدورتشوك 47' - جونيور مورايس 49' - ديوميرسي مبوكاني 65' (ركلة.) | تقرير | - Muzaka 39'         |

| نادي يانغ بويز         | 1–1   | نادي بارتيزان         |
| ---------------------- | ----- | --------------------- |
| - كريستيان فاسناشت 14' | تقرير | - ماركو يانكوفيتش 11' |

| نادي بارتيزان                      | 2–3   | دينامو كييف                                            |
| ---------------------------------- | ----- | ------------------------------------------------------ |
| - Ožegović 34' - لياندر تاومبا 42' | تقرير | - جونيور مورايس 54' (ركلة.)، 84' - فيتالي بويالسكي 68' |

| نادي سكندربيو كورتشه | 1–1   | نادي يانغ بويز     |
| -------------------- | ----- | ------------------ |
| - Sowe 65'           | تقرير | - روجيه أساليه 72' |

| نادي سكندربيو كورتشه | 0–0   | نادي بارتيزان |
| -------------------- | ----- | ------------- |
|                      | تقرير |               |

| دينامو كييف                                  | 2–2   | نادي يانغ بويز          |
| -------------------------------------------- | ----- | ----------------------- |
| - ديوميرسي مبوكاني 34' - ميكولا موروزيوك 49' | تقرير | - روجيه أساليه 17'، 40' |

| نادي بارتيزان                          | 2–0   | نادي سكندربيو كورتشه |
| -------------------------------------- | ----- | -------------------- |
| - زوران توشيتش 39' - لياندر تاومبا 66' | تقرير |                      |

| نادي يانغ بويز | 0–1   | دينامو كييف           |
| -------------- | ----- | --------------------- |
|                | تقرير | - فيتالي بويالسكي 70' |

| نادي سكندربيو كورتشه                       | 3–2   | دينامو كييف                                 |
| ------------------------------------------ | ----- | ------------------------------------------- |
| - سابين ليلاج 18' - Adeniyi 52' - Sowe 56' | تقرير | - فيكتور تسيهانكوف 16' - نازاري روسين 90+1' |

| نادي بارتيزان                      | 2–1   | نادي يانغ بويز     |
| ---------------------------------- | ----- | ------------------ |
| - لياندر تاومبا 12' - Ožegović 53' | تقرير | - مومي نغامالو 25' |

| دينامو كييف                                                | 4–1   | نادي بارتيزان                  |
| ---------------------------------------------------------- | ----- | ------------------------------ |
| - ميكولا موروزيوك 6' - جونيور مورايس 28'، 31'، 77' (ركلة.) | تقرير | - ماركو يفتوفيتش 45+4' (ركلة.) |

| نادي يانغ بويز                        | 2–1   | نادي سكندربيو كورتشه |
| ------------------------------------- | ----- | -------------------- |
| - غيوم هوارو 55' - روجيه أساليه 90+5' | تقرير | - Gavazaj 51'        |

### المجموعة ج
| م | الفريق            | لعب | ف | ت | خ | أ.له | أ.ع | أ.ف | نقاط | التأهل                     |
| - | ----------------- | --- | - | - | - | ---- | --- | --- | ---- | -------------------------- |
| 1 | براغا             | 6   | 3 | 1 | 2 | 9    | 8   | +1  | 10   | التقدم لمرحلة خروج المغلوب |
| 2 | لودوغورتس رازغراد | 6   | 2 | 3 | 1 | 7    | 5   | +2  | 9    | التقدم لمرحلة خروج المغلوب |
| 3 | إسطنبول باشاكشهر  | 6   | 2 | 2 | 2 | 7    | 8   | −1  | 8    |                            |
| 4 | هوفنهايم          | 6   | 1 | 2 | 3 | 8    | 10  | −2  | 5    |                            |

| نادي هوفنهايم      | 1–2   | سبورتينغ براغا                                |
| ------------------ | ----- | --------------------------------------------- |
| - ساندرو فاغنر 24' | تقرير | - جواو كارلوس تيكسيرا 45+1' - Dyego Sousa 50' |

| نادي إسطنبول باشاكشهر | 0–0   | نادي لودوغورتس رازغراد |
| --------------------- | ----- | ---------------------- |
|                       | تقرير |                        |

| نادي لودوغورتس رازغراد                   | 2–1   | نادي هوفنهايم       |
| ---------------------------------------- | ----- | ------------------- |
| - سفيتوسلاف دياكوف 46' - جودي لوكوكي 72' | تقرير | - بافل كاديرابيك 2' |

| سبورتينغ براغا                        | 2–1   | نادي إسطنبول باشاكشهر |
| ------------------------------------- | ----- | --------------------- |
| - أحمد حسن محجوب 26' - Fransérgio 89' | تقرير | - إمره بلوز أوغلو 28' |

| سبورتينغ براغا | 0–2   | نادي لودوغورتس رازغراد                                   |
| -------------- | ----- | -------------------------------------------------------- |
|                | تقرير | - كوسمين موتي 25' - راؤول ميشيل ميلو دا سيلفا 56' (ه.ذ.) |

| نادي هوفنهايم                                         | 3–1   | نادي إسطنبول باشاكشهر     |
| ----------------------------------------------------- | ----- | ------------------------- |
| - بنجامين هوبنر 52' - ناديم أميري 59' - نيكو شولز 75' | تقرير | - ستيفانو نابوليوني 90+3' |

| نادي لودوغورتس رازغراد | 1–1   | سبورتينغ براغا   |
| ---------------------- | ----- | ---------------- |
| - Marcelinho 68'       | تقرير | - Fransérgio 83' |

| نادي إسطنبول باشاكشهر | 1–1   | نادي هوفنهايم         |
| --------------------- | ----- | --------------------- |
| - إيدين فيشا 90+3'    | تقرير | - فلوريان جريليتش 47' |

| سبورتينغ براغا                               | 3–1   | نادي هوفنهايم |
| -------------------------------------------- | ----- | ------------- |
| - مارسيلو غوايانو 1' - Fransérgio 81'، 90+3' | تقرير | - Uth 74'     |

| نادي لودوغورتس رازغراد | 1–2   | نادي إسطنبول باشاكشهر            |
| ---------------------- | ----- | -------------------------------- |
| - Marcelinho 65'       | تقرير | - إيدين فيشا 20' - كريم فراي 27' |

| نادي هوفنهايم | 1–1   | نادي لودوغورتس رازغراد          |
| ------------- | ----- | ------------------------------- |
| - Ochs 25'    | تقرير | - واندرسون كريستالدو فارياس 62' |

| نادي إسطنبول باشاكشهر                          | 2–1   | سبورتينغ براغا                  |
| ---------------------------------------------- | ----- | ------------------------------- |
| - إيدين فيشا 10' - إمره بلوز أوغلو 77' (ركلة.) | تقرير | - راؤول ميشيل ميلو دا سيلفا 55' |

### المجموعة د
| م | الفريق        | لعب | ف | ت | خ | أ.له | أ.ع | أ.ف | نقاط | التأهل                     |
| - | ------------- | --- | - | - | - | ---- | --- | --- | ---- | -------------------------- |
| 1 | ميلان         | 6   | 3 | 2 | 1 | 13   | 6   | +7  | 11   | التقدم لمرحلة خروج المغلوب |
| 2 | أيك أثينا     | 6   | 1 | 5 | 0 | 6    | 5   | +1  | 8    | التقدم لمرحلة خروج المغلوب |
| 3 | رييكا         | 6   | 2 | 1 | 3 | 11   | 12  | −1  | 7    |                            |
| 4 | أوستريا فيينا | 6   | 1 | 2 | 3 | 9    | 16  | −7  | 5    |                            |

| أوستريا فيينا             | 1–5   | إيه سي ميلان                                                                    |
| ------------------------- | ----- | ------------------------------------------------------------------------------- |
| - أليكاسندر بوركوفيتش 47' | تقرير | - هاكان تشالهان أوغلو 7' - أندريه سيلفا 10'، 20'، 56' - سوسو (لاعب كرة قدم) 63' |

| نادي رييكا | 1–2   | أيك أثينا                                         |
| ---------- | ----- | ------------------------------------------------- |
| - Elez 29' | تقرير | - بطرس مانتالوس 16' - لازاروس كريستودولوبولوس 62' |

| أيك أثينا               | 2–2   | أوستريا فيينا                          |
| ----------------------- | ----- | -------------------------------------- |
| - ماركو ليفايا 28'، 90' | تقرير | - Monschein 43' - اسماعيل التاجوري 49' |

| إيه سي ميلان                                                  | 3–2   | نادي رييكا                                    |
| ------------------------------------------------------------- | ----- | --------------------------------------------- |
| - أندريه سيلفا 14' - ماتيو موساشيو 53' - باتريك كوتروني 90+4' | تقرير | - بوادو ماكسويل اكوستي 84' - Elez 90' (ركلة.) |

| إيه سي ميلان | 0–0   | أيك أثينا |
| ------------ | ----- | --------- |
|              | تقرير |           |

| أوستريا فيينا             | 1–3   | نادي رييكا                                  |
| ------------------------- | ----- | ------------------------------------------- |
| - كيفين فريسينبيتشلير 90' | تقرير | - ماريو غافرانوفيتش 21'، 31' - Kvržić 90+2' |

| أيك أثينا | 0–0   | إيه سي ميلان |
| --------- | ----- | ------------ |
|           | تقرير |              |

| نادي رييكا             | 1–4   | أوستريا فيينا                                                  |
| ---------------------- | ----- | -------------------------------------------------------------- |
| - دوماغوي بافيشيتش 61' | تقرير | - دومينيك بروكوب 41'، 62' - تاركان سيربيست 73' - Monschein 83' |

| إيه سي ميلان                                                               | 5–1   | أوستريا فيينا   |
| -------------------------------------------------------------------------- | ----- | --------------- |
| - ريكاردو رودريغيز 27' - أندريه سيلفا 36'، 70' - باتريك كوتروني 42'، 90+3' | تقرير | - Monschein 21' |

| أيك أثينا                                           | 2–2   | نادي رييكا                 |
| --------------------------------------------------- | ----- | -------------------------- |
| - سيرخيو أراوخو 45+2' - لازاروس كريستودولوبولوس 55' | تقرير | - أليكساندر غورغون 8'، 26' |

| أوستريا فيينا | 0–0   | أيك أثينا |
| ------------- | ----- | --------- |
|               | تقرير |           |

| نادي رييكا                          | 2–0   | إيه سي ميلان |
| ----------------------------------- | ----- | ------------ |
| - Puljić 7' - ماريو غافرانوفيتش 47' | تقرير |              |

### المجموعة ر
| م | الفريق         | لعب | ف | ت | خ | أ.له | أ.ع | أ.ف | نقاط | التأهل                     |
| - | -------------- | --- | - | - | - | ---- | --- | --- | ---- | -------------------------- |
| 1 | أتالانتا       | 6   | 4 | 2 | 0 | 14   | 4   | +10 | 14   | التقدم لمرحلة خروج المغلوب |
| 2 | ليون           | 6   | 3 | 2 | 1 | 11   | 4   | +7  | 11   | التقدم لمرحلة خروج المغلوب |
| 3 | إيفرتون        | 6   | 1 | 1 | 4 | 7    | 15  | −8  | 4    |                            |
| 4 | أبولون ليماسول | 6   | 0 | 3 | 3 | 5    | 14  | −9  | 3    |                            |

| أتالانتا                                                          | 3–0   | نادي إيفرتون |
| ----------------------------------------------------------------- | ----- | ------------ |
| - أندريا مازييلو 27' - اليخاندرو غوميز 41' - برايان كريستانتي 44' | تقرير |              |

| أبولون ليماسول    | 1–1   | أولمبيك ليون              |
| ----------------- | ----- | ------------------------- |
| - Sardinero 90+3' | تقرير | - ممفيس ديباي 53' (ركلة.) |

| أولمبيك ليون          | 1–1   | أتالانتا              |
| --------------------- | ----- | --------------------- |
| - بيرتراند تراوري 45' | تقرير | - اليخاندرو غوميز 57' |

| نادي إيفرتون                         | 2–2   | أبولون ليماسول                     |
| ------------------------------------ | ----- | ---------------------------------- |
| - واين روني 21' - نيكولا فلاسيتش 66' | تقرير | - Sardinero 12' - هيكتور يوستي 88' |

| نادي إيفرتون       | 1–2   | أولمبيك ليون                                 |
| ------------------ | ----- | -------------------------------------------- |
| - أشلي ويليامز 69' | تقرير | - نبيل فقير 6' (ركلة.) - بيرتراند تراوري 75' |

| أتالانتا                                                     | 3–1   | أبولون ليماسول |
| ------------------------------------------------------------ | ----- | -------------- |
| - يوسيب إيليتشيتش 12' - أندريا بيتانيا 64' - ريمو فريلير 66' | تقرير | - Schembri 59' |

| أولمبيك ليون                                            | 3–0   | نادي إيفرتون |
| ------------------------------------------------------- | ----- | ------------ |
| - بيرتراند تراوري 68' - حسام عوار 76' - ممفيس ديباي 88' | تقرير |              |

| أبولون ليماسول         | 1–1   | أتالانتا                      |
| ---------------------- | ----- | ----------------------------- |
| - إيميليو زيلايا 90+4' | تقرير | - يوسيب إيليتشيتش 35' (ركلة.) |

| نادي إيفرتون         | 1–5   | أتالانتا                                                                     |
| -------------------- | ----- | ---------------------------------------------------------------------------- |
| - ساندرو راميريز 71' | تقرير | - برايان كريستانتي 12'، 64' - روبن جوسينس 86' - أندرياس كورنيليوس 88'، 90+4' |

| أولمبيك ليون                                                                      | 4–0   | أبولون ليماسول |
| --------------------------------------------------------------------------------- | ----- | -------------- |
| - مختار دياكابي 29' - نبيل فقير 32' - ماريانو دياز مخيا 67' - ميزياني ماوليدا 90' | تقرير |                |

| أتالانتا             | 1–0   | أولمبيك ليون |
| -------------------- | ----- | ------------ |
| - أندريا بيتانيا 10' | تقرير |              |

| أبولون ليماسول | 0–3   | نادي إيفرتون                                   |
| -------------- | ----- | ---------------------------------------------- |
|                | تقرير | - أديمولا لوكمان 21'، 27' - نيكولا فلاسيتش 87' |

### المجموعة س
| م | الفريق          | لعب | ف | ت | خ | أ.له | أ.ع | أ.ف | نقاط | التأهل                     |
| - | --------------- | --- | - | - | - | ---- | --- | --- | ---- | -------------------------- |
| 1 | لوكوموتيف موسكو | 6   | 3 | 2 | 1 | 9    | 4   | +5  | 11   | التقدم لمرحلة خروج المغلوب |
| 2 | كوبنهاغن        | 6   | 2 | 3 | 1 | 7    | 3   | +4  | 9    | التقدم لمرحلة خروج المغلوب |
| 3 | شريف تيراسبول   | 6   | 2 | 3 | 1 | 4    | 4   | 0   | 9    |                            |
| 4 | فاستاف زلين     | 6   | 0 | 2 | 4 | 1    | 10  | −9  | 2    |                            |

| Fastav Zlín | 0–0   | نادي شريف تيراسبول |
| ----------- | ----- | ------------------ |
|             | تقرير |                    |

| نادي كوبنهاغن | 0–0   | لوكوموتيف موسكو |
| ------------- | ----- | --------------- |
|               | تقرير |                 |

| لوكوموتيف موسكو                        | 3–0   | Fastav Zlín |
| -------------------------------------- | ----- | ----------- |
| - مانويل فيرنانديز 2' (ركلة.)، 6'، 17' | تقرير |             |

| نادي شريف تيراسبول | 0–0   | نادي كوبنهاغن |
| ------------------ | ----- | ------------- |
|                    | تقرير |               |

| نادي شريف تيراسبول    | 1–1   | لوكوموتيف موسكو       |
| --------------------- | ----- | --------------------- |
| - زيجوي باديبانغا 31' | تقرير | - أنطون ميرانتشوك 17' |

| Fastav Zlín | 1–1   | نادي كوبنهاغن       |
| ----------- | ----- | ------------------- |
| - Diop 11'  | تقرير | - بيتر أنكيرسين 19' |

| لوكوموتيف موسكو      | 1–2   | نادي شريف تيراسبول                         |
| -------------------- | ----- | ------------------------------------------ |
| - جيفرسون فارفان 26' | تقرير | - زيجوي باديبانغا 41' - جوزيب بريزوفيك 58' |

| نادي كوبنهاغن                              | 3–0   | Fastav Zlín |
| ------------------------------------------ | ----- | ----------- |
| - Lüftner 40' - بنيامين فيربيتش 49'، 90+2' | تقرير |             |

| لوكوموتيف موسكو           | 2–1   | نادي كوبنهاغن         |
| ------------------------- | ----- | --------------------- |
| - جيفرسون فارفان 17'، 51' | تقرير | - بنيامين فيربيتش 31' |

| نادي شريف تيراسبول | 1–0   | Fastav Zlín |
| ------------------ | ----- | ----------- |
| - خايرو 11'        | تقرير |             |

| Fastav Zlín | 0–2   | لوكوموتيف موسكو                             |
| ----------- | ----- | ------------------------------------------- |
|             | تقرير | - أليكسي ميرانتشوك 70' - جيفرسون فارفان 75' |

| نادي كوبنهاغن                      | 2–0   | نادي شريف تيراسبول |
| ---------------------------------- | ----- | ------------------ |
| - بييروس سوتيريو 56' - Lüftner 59' | تقرير |                    |

### المجموعة ص
| م | الفريق           | لعب | ف | ت | خ | أ.له | أ.ع | أ.ف | نقاط | التأهل                     |
| - | ---------------- | --- | - | - | - | ---- | --- | --- | ---- | -------------------------- |
| 1 | ستيوا بوخارست    | 6   | 3 | 1 | 2 | 9    | 7   | +2  | 10   | التقدم لمرحلة خروج المغلوب |
| 2 | فيكتوريا بلزن    | 6   | 4 | 0 | 2 | 13   | 8   | +5  | 12   | التقدم لمرحلة خروج المغلوب |
| 3 | هبوعيل بئر السبع | 6   | 1 | 1 | 4 | 5    | 10  | −5  | 4    |                            |
| 4 | لوغانو           | 6   | 3 | 0 | 3 | 9    | 11  | −2  | 9    |                            |

| نادي هبوعيل بئر السبع                         | 2–1   | نادي لوغانو             |
| --------------------------------------------- | ----- | ----------------------- |
| - دانيل اينبيندير 2' - شير تزيديك 60' (ركلة.) | تقرير | - شير تزيديك 67' (ه.ذ.) |

| نادي ستيوا بوخارست                                       | 3–0   | فيكتوريا بلزن |
| -------------------------------------------------------- | ----- | ------------- |
| - كونستانتين بوديسكو 21' (ركلة.)، 44' - دينيس أليبيك 72' | تقرير |               |

| فيكتوريا بلزن                                    | 3–1   | نادي هبوعيل بئر السبع |
| ------------------------------------------------ | ----- | --------------------- |
| - ميلان بيترجيلا 29' - يان كوبيك 76' - Bakoš 89' | تقرير | - أنطوني نواكايمي 69' |

| نادي لوغانو        | 1–2   | نادي ستيوا بوخارست                           |
| ------------------ | ----- | -------------------------------------------- |
| - ماتيا بوتاني 14' | تقرير | - كونستانتين بوديسكو 58' - جونيور مورايس 64' |

| نادي لوغانو                                                     | 3–2   | فيكتوريا بلزن              |
| --------------------------------------------------------------- | ----- | -------------------------- |
| - ماتيا بوتاني 63' - كارلينهوس جونيور 69' - أليكساندر غريند 88' | تقرير | - Krmenčík 76' - Bakoš 90' |

| نادي هبوعيل بئر السبع | 1–2   | نادي ستيوا بوخارست |
| --------------------- | ----- | ------------------ |
| - إيساك كوينكا 87'    | تقرير | - Gnohéré 70'، 75' |

| فيكتوريا بلزن                                      | 4–1   | نادي لوغانو         |
| -------------------------------------------------- | ----- | ------------------- |
| - Krmenčík 4'، 19' - Hořava 45' - أليش تشيرماك 56' | تقرير | - دافيد مارياني 15' |

| نادي ستيوا بوخارست   | 1–1   | نادي هبوعيل بئر السبع |
| -------------------- | ----- | --------------------- |
| - فلورينيل كومان 31' | تقرير | - بن سحر 37'          |

| نادي لوغانو            | 1–0   | نادي هبوعيل بئر السبع |
| ---------------------- | ----- | --------------------- |
| - كارلينهوس جونيور 50' | تقرير |                       |

| فيكتوريا بلزن                        | 2–0   | نادي ستيوا بوخارست |
| ------------------------------------ | ----- | ------------------ |
| - ميلان بيترجيلا 49' - يان كوبيك 76' | تقرير |                    |

| نادي هبوعيل بئر السبع | 0–2   | فيكتوريا بلزن            |
| --------------------- | ----- | ------------------------ |
|                       | تقرير | - Hejda 28' - Hořava 83' |

| نادي ستيوا بوخارست | 1–2   | نادي لوغانو                     |
| ------------------ | ----- | ------------------------------- |
| - Gnohéré 60'      | تقرير | - فابيو دابريلا 3' - Vécsei 32' |

### المجموعة ط
| م | الفريق              | لعب | ف | ت | خ | أ.له | أ.ع | أ.ف | نقاط | التأهل                     |
| - | ------------------- | --- | - | - | - | ---- | --- | --- | ---- | -------------------------- |
| 1 | أرسنال              | 6   | 4 | 1 | 1 | 14   | 4   | +10 | 13   | التقدم لمرحلة خروج المغلوب |
| 2 | النجم الأحمر بلغراد | 6   | 2 | 3 | 1 | 3    | 2   | +1  | 9    | التقدم لمرحلة خروج المغلوب |
| 3 | كولن                | 6   | 2 | 0 | 4 | 7    | 8   | −1  | 6    |                            |
| 4 | باتي بوريسوف        | 6   | 1 | 2 | 3 | 6    | 16  | −10 | 5    |                            |

| النجم الأحمر بلغراد    | 1–1   | باتي بوريسوف    |
| ---------------------- | ----- | --------------- |
| - نيمانيا رادونيتش 54' | تقرير | - Signevich 72' |

| نادي أرسنال                                                     | 3–1   | نادي كولن        |
| --------------------------------------------------------------- | ----- | ---------------- |
| - سياد كولاشيناتس 49' - أليكسيس سانشيز 67' - هيكتور بيليرين 82' | تقرير | - جون كوردوبا 9' |

| نادي كولن | 0–1   | النجم الأحمر بلغراد    |
| --------- | ----- | ---------------------- |
|           | تقرير | - ريتشموند بواكييه 30' |

| باتي بوريسوف                          | 2–4   | نادي أرسنال                                                       |
| ------------------------------------- | ----- | ----------------------------------------------------------------- |
| - ميركو إيفانيتش 28' - Gordeichuk 67' | تقرير | - ثيو والكوت 9'، 22' - روب هولدينغ 25' - أوليفيه جيرو 49' (ركلة.) |

| باتي بوريسوف | 1–0   | نادي كولن |
| ------------ | ----- | --------- |
| - Rios 55'   | تقرير |           |

| النجم الأحمر بلغراد | 0–1   | نادي أرسنال        |
| ------------------- | ----- | ------------------ |
|                     | تقرير | - أوليفيه جيرو 85' |

| نادي كولن                                                                     | 5–2   | باتي بوريسوف                             |
| ----------------------------------------------------------------------------- | ----- | ---------------------------------------- |
| - سيمون زولر 16' - يويا أوساكو 54'، 82' - سيرهو جيراسي 63' - ميلوش يوييتش 90' | تقرير | - نيمانيا ميلونوفيتش 31' - Signevich 33' |

| نادي أرسنال | 0–0   | النجم الأحمر بلغراد |
| ----------- | ----- | ------------------- |
|             | تقرير |                     |

| باتي بوريسوف | 0–0   | النجم الأحمر بلغراد |
| ------------ | ----- | ------------------- |
|              | تقرير |                     |

| نادي كولن                  | 1–0   | نادي أرسنال |
| -------------------------- | ----- | ----------- |
| - سيرهو جيراسي 62' (ركلة.) | تقرير |             |

| النجم الأحمر بلغراد | 1–0   | نادي كولن |
| ------------------- | ----- | --------- |
| - Srnić 22'         | تقرير |           |

| نادي أرسنال | 6–0   | باتي بوريسوف |
| --- | ----- | ------------ |
| - ماثيو ديبوتشي 11' - ثيو والكوت 37' - جاك ويلشير 43' - دينيس بولياكوف 51' (ه.ذ.) - أوليفيه جيرو 64' (ركلة.) - محمد النني 74' | تقرير |              |

### المجموعة ع
| م | الفريق             | لعب | ف | ت | خ | أ.له | أ.ع | أ.ف | نقاط | التأهل                     |
| - | ------------------ | --- | - | - | - | ---- | --- | --- | ---- | -------------------------- |
| 1 | ريد بل زالتسبورغ   | 6   | 3 | 3 | 0 | 7    | 1   | +6  | 12   | التقدم لمرحلة خروج المغلوب |
| 2 | أولمبيك مارسيليا   | 6   | 2 | 2 | 2 | 4    | 4   | 0   | 8    | التقدم لمرحلة خروج المغلوب |
| 3 | قونيا سبور         | 6   | 1 | 3 | 2 | 4    | 6   | −2  | 6    |                            |
| 4 | فيتوريا دي غيماريش | 6   | 1 | 2 | 3 | 5    | 9   | −4  | 5    |                            |

| أولمبيك مارسيليا | 1–0   | قونيا سبور |
| ---------------- | ----- | ---------- |
| - عادل رامي 48'  | تقرير |            |

| فيتوريا دي غيماريش   | 1–1   | ريد بل زالتسبورغ   |
| -------------------- | ----- | ------------------ |
| - Pedro Henrique 25' | تقرير | - فالون بيريشا 45' |

| ريد بل زالتسبورغ | 1–0   | أولمبيك مارسيليا |
| ---------------- | ----- | ---------------- |
| - مؤنس دبور 73'  | تقرير |                  |

| قونيا سبور                       | 2–1   | فيتوريا دي غيماريش  |
| -------------------------------- | ----- | ------------------- |
| - Araz 24' - داني ميلوشيفيتش 48' | تقرير | - باولو أورتادو 74' |

| قونيا سبور | 0–2   | ريد بل زالتسبورغ                       |
| ---------- | ----- | -------------------------------------- |
|            | تقرير | - فردريك غولبراندسن 5' - مؤنس دبور 80' |

| أولمبيك مارسيليا                        | 2–1   | فيتوريا دي غيماريش    |
| --------------------------------------- | ----- | --------------------- |
| - لوكاس أوكامبوس 28' - ماكسيم لوبيز 76' | تقرير | - رافاييل مارتينز 17' |

| ريد بل زالتسبورغ | 0–0   | قونيا سبور |
| ---------------- | ----- | ---------- |
|                  | تقرير |            |

| فيتوريا دي غيماريش  | 1–0   | أولمبيك مارسيليا |
| ------------------- | ----- | ---------------- |
| - باولو أورتادو 80' | تقرير |                  |

| قونيا سبور                | 1–1   | أولمبيك مارسيليا    |
| ------------------------- | ----- | ------------------- |
| - نيك سكوبيتش 82' (ركلة.) | تقرير | - Moke 90+3' (ه.ذ.) |

| ريد بل زالتسبورغ                                          | 3–0   | فيتوريا دي غيماريش |
| --------------------------------------------------------- | ----- | ------------------ |
| - مؤنس دبور 26' - أندرياس أولمر 45+1' - هوانغ هي-تشان 67' | تقرير |                    |

| أولمبيك مارسيليا | 0–0   | ريد بل زالتسبورغ |
| ---------------- | ----- | ---------------- |
|                  | تقرير |                  |

| فيتوريا دي غيماريش     | 1–1   | قونيا سبور         |
| ---------------------- | ----- | ------------------ |
| - علي توران 77' (ه.ذ.) | تقرير | - مهدي بورابيا 15' |

### المجموعة ف
| م | الفريق        | لعب | ف | ت | خ | أ.له | أ.ع | أ.ف | نقاط | التأهل                     |
| - | ------------- | --- | - | - | - | ---- | --- | --- | ---- | -------------------------- |
| 1 | أتلتيك بيلباو | 6   | 3 | 2 | 1 | 8    | 5   | +3  | 11   | التقدم لمرحلة خروج المغلوب |
| 2 | أوسترسوند     | 6   | 3 | 2 | 1 | 8    | 4   | +4  | 11   | التقدم لمرحلة خروج المغلوب |
| 3 | زوريا لوهانسك | 6   | 2 | 0 | 4 | 3    | 9   | −6  | 6    |                            |
| 4 | هرتا برلين    | 6   | 1 | 2 | 3 | 6    | 7   | −1  | 5    |                            |

1. 1 2  نتائج المواجهات المباشرة: أوسترسوند 2–2 أتلتيك بيلباو, أتلتيك بيلباو 1–0 أوسترسوند.

| زوريا لوهانسك | 0–2   | نادي أوسترسوند                |
| ------------- | ----- | ----------------------------- |
|               | تقرير | - سامان قدوس 50' - Gero 90+4' |

| نادي هرتا برلين | 0–0   | أتلتيك بيلباو |
| --------------- | ----- | ------------- |
|                 | تقرير |               |

| أتلتيك بيلباو | 0–1   | زوريا لوهانسك        |
| ------------- | ----- | -------------------- |
|               | تقرير | - ايهور كهارتاين 26' |

| نادي أوسترسوند          | 1–0   | نادي هرتا برلين |
| ----------------------- | ----- | --------------- |
| - بروا نوري 22' (ركلة.) | تقرير |                 |

| نادي أوسترسوند                  | 2–2   | أتلتيك بيلباو                            |
| ------------------------------- | ----- | ---------------------------------------- |
| - Gero 52' - كورتيس إدواردز 64' | تقرير | - أريتز أدوريز 14' - إينياكي ويليامز 89' |

| زوريا لوهانسك                                     | 2–1   | نادي هرتا برلين   |
| ------------------------------------------------- | ----- | ----------------- |
| - سيلاس أرواخو دا سيلفا 42' - أولكسندر سفاتوك 79' | تقرير | - دايفي سيلكى 56' |

| أتلتيك بيلباو      | 1–0   | نادي أوسترسوند |
| ------------------ | ----- | -------------- |
| - أريتز أدوريز 70' | تقرير |                |

| نادي هرتا برلين        | 2–0   | زوريا لوهانسك |
| ---------------------- | ----- | ------------- |
| - دايفي سيلكى 16'، 73' | تقرير |               |

| نادي أوسترسوند                                  | 2–0   | زوريا لوهانسك |
| ----------------------------------------------- | ----- | ------------- |
| - دميترو خريتشيشكين 40' (ه.ذ.) - سامان قدوس 77' | تقرير |               |

| أتلتيك بيلباو                                                 | 3–2   | نادي هرتا برلين                   |
| ------------------------------------------------------------- | ----- | --------------------------------- |
| - أريتز أدوريز 35' (ركلة.)، 66' (ركلة.) - إينياكي ويليامز 82' | تقرير | - ماثيو لكي 26' - دايفي سيلكى 36' |

| زوريا لوهانسك | 0–2   | أتلتيك بيلباو                         |
| ------------- | ----- | ------------------------------------- |
|               | تقرير | - أريتز أدوريز 70' - راؤول غارسيا 86' |

| نادي هرتا برلين    | 1–1   | نادي أوسترسوند                |
| ------------------ | ----- | ----------------------------- |
| - بيتر بيكاريك 61' | تقرير | - سوتيريوس باباجيانوبولوس 58' |

### المجموعة ق
| م | الفريق        | لعب | ف | ت | خ | أ.له | أ.ع | أ.ف | نقاط | التأهل                     |
| - | ------------- | --- | - | - | - | ---- | --- | --- | ---- | -------------------------- |
| 1 | لاتسيو        | 6   | 4 | 1 | 1 | 12   | 7   | +5  | 13   | التقدم لمرحلة خروج المغلوب |
| 2 | نيس           | 6   | 3 | 0 | 3 | 12   | 7   | +5  | 9    | التقدم لمرحلة خروج المغلوب |
| 3 | زولته فاريجيم | 6   | 2 | 1 | 3 | 8    | 13  | −5  | 7    |                            |
| 4 | فيتيسه آرنهم  | 6   | 1 | 2 | 3 | 5    | 10  | −5  | 5    |                            |

| زولته فاريجيم        | 1–5   | نادي نيس                                                                                |
| -------------------- | ----- | --------------------------------------------------------------------------------------- |
| - أرون ليا إسيكا 46' | تقرير | - الحسن بليا 16'، 20' - دانتي بونفيم 28' - الان ساينت ماكسيمين 69' - ماريو بالوتيلي 74' |

| فيتيسه آرنهم                        | 2–3   | نادي لاتسيو                                                    |
| ----------------------------------- | ----- | -------------------------------------------------------------- |
| - تيم ماتافز 33' - بريان لينسين 57' | تقرير | - ماركو بارولو 51' - تشيرو إيموبيلي 67' - اليساندرو مورجيا 75' |

| نادي لاتسيو                               | 2–0   | زولته فاريجيم |
| ----------------------------------------- | ----- | ------------- |
| - فيليبي كايسيدو 18' - تشيرو إيموبيلي 90' | تقرير |               |

| نادي نيس                                        | 3–0   | فيتيسه آرنهم |
| ----------------------------------------------- | ----- | ------------ |
| - الحسن بليا 16'، 82' - الان ساينت ماكسيمين 45' | تقرير |              |

| نادي نيس            | 1–3   | نادي لاتسيو                                              |
| ------------------- | ----- | -------------------------------------------------------- |
| - ماريو بالوتيلي 4' | تقرير | - فيليبي كايسيدو 5' - سيرجاي ميلينكوفيتش سافيتش 65'، 89' |

| زولته فاريجيم            | 1–1   | فيتيسه آرنهم      |
| ------------------------ | ----- | ----------------- |
| - جورام كاشيا 23' (ه.ذ.) | تقرير | - توماس برونز 27' |

| نادي لاتسيو                    | 1–0   | نادي نيس |
| ------------------------------ | ----- | -------- |
| - مكسيم لي مارشان 90+2' (ه.ذ.) | تقرير |          |

| فيتيسه آرنهم | 0–2   | زولته فاريجيم               |
| ------------ | ----- | --------------------------- |
|              | تقرير | - Dabo 3' (ه.ذ.) - Kaya 70' |

| نادي نيس                                            | 3–1   | زولته فاريجيم          |
| --------------------------------------------------- | ----- | ---------------------- |
| - ماريو بالوتيلي 5' (ركلة.)، 31' - أدريان تاميز 86' | تقرير | - بريان هامالاينين 81' |

| نادي لاتسيو              | 1–1   | فيتيسه آرنهم       |
| ------------------------ | ----- | ------------------ |
| - لويس ألبرتو روميرو 42' | تقرير | - بريان لينسين 13' |

| زولته فاريجيم                                  | 3–2   | نادي لاتسيو                           |
| ---------------------------------------------- | ----- | ------------------------------------- |
| - De Pauw 6' - Heylen 60' - أرون ليا إسيكا 83' | تقرير | - فيليبي كايسيدو 67' - لوكاس ليفا 76' |

| فيتيسه آرنهم        | 1–0   | نادي نيس |
| ------------------- | ----- | -------- |
| - لوك كاستانيوس 84' | تقرير |          |

### المجموعة ك
| م | الفريق             | لعب | ف | ت | خ | أ.له | أ.ع | أ.ف | نقاط | التأهل                     |
| - | ------------------ | --- | - | - | - | ---- | --- | --- | ---- | -------------------------- |
| 1 | زينيت سانت بطرسبرغ | 6   | 5 | 1 | 0 | 17   | 5   | +12 | 16   | التقدم لمرحلة خروج المغلوب |
| 2 | ريال سوسيداد       | 6   | 4 | 0 | 2 | 16   | 6   | +10 | 12   | التقدم لمرحلة خروج المغلوب |
| 3 | روسنبورغ           | 6   | 1 | 2 | 3 | 6    | 11  | −5  | 5    |                            |
| 4 | فاردار             | 6   | 0 | 1 | 5 | 3    | 20  | −17 | 1    |                            |

| نادي فاردار | 0–5   | زينيت سانت بطرسبرغ                                                                             |
| ----------- | ----- | ---------------------------------------------------------------------------------------------- |
|             | تقرير | - ألكساندر كوكورين 6'، 21' - أرتيم دزيوبا 39' - برانيسلاف إيفانوفيتش 66' - إميليانو ريجوني 89' |

| ريال سوسيداد                                                       | 4–0   | نادي روسنبورغ |
| ------------------------------------------------------------------ | ----- | ------------- |
| - دييغو يورينتي 9'، 77' - دافيد زوروتوزا 10' - Skjelvik 41' (ه.ذ.) | تقرير |               |

| نادي روسنبورغ                                                                 | 3–1   | نادي فاردار                      |
| ----------------------------------------------------------------------------- | ----- | -------------------------------- |
| - نيكلاس بينتنر 25' (ركلة.) - اندريس كونرادسين 56' - فيغار أغين هيدينستيد 68' | تقرير | - خوان فيليبي ألفيس ريبيرو 90+1' |

| زينيت سانت بطرسبرغ                               | 3–1   | ريال سوسيداد        |
| ------------------------------------------------ | ----- | ------------------- |
| - إميليانو ريجوني 5' - ألكساندر كوكورين 24'، 60' | تقرير | - دييغو يورينتي 41' |

| زينيت سانت بطرسبرغ             | 3–1   | نادي روسنبورغ           |
| ------------------------------ | ----- | ----------------------- |
| - إميليانو ريجوني 1'، 68'، 75' | تقرير | - بال أندريه هيلاند 88' |

| نادي فاردار | 0–6   | ريال سوسيداد                                                                     |
| ----------- | ----- | -------------------------------------------------------------------------------- |
|             | تقرير | - ميكيل اويارزابال 12' - ويليان جوزيه 34'، 42'، 55'، 59' - البيرتو ديلا بيلا 90' |

| نادي روسنبورغ               | 1–1   | زينيت سانت بطرسبرغ       |
| --------------------------- | ----- | ------------------------ |
| - نيكلاس بينتنر 55' (ركلة.) | تقرير | - ألكساندر كوكورين 90+3' |

| ريال سوسيداد                                            | 3–0   | نادي فاردار |
| ------------------------------------------------------- | ----- | ----------- |
| - خوانمي 31' - البيرتو ديلا بيلا 69' - جون باوتيستا 81' | تقرير |             |

| زينيت سانت بطرسبرغ                       | 2–1   | نادي فاردار        |
| ---------------------------------------- | ----- | ------------------ |
| - دميتري بولوز 16' - إميليانو ريجوني 43' | تقرير | - Blazhevski 90+3' |

| نادي روسنبورغ | 0–1   | ريال سوسيداد           |
| ------------- | ----- | ---------------------- |
|               | تقرير | - ميكيل اويارزابال 90' |

| نادي فاردار      | 1–1   | نادي روسنبورغ                 |
| ---------------- | ----- | ----------------------------- |
| - يتالو جوزيه 9' | تقرير | - نيكلاس بينتنر 45+2' (ركلة.) |

| ريال سوسيداد       | 1–3   | زينيت سانت بطرسبرغ                                                      |
| ------------------ | ----- | ----------------------------------------------------------------------- |
| - ويليان جوزيه 58' | تقرير | - ألكسندر إيروكين 35' - برانيسلاف إيفانوفيتش 64' - ليوناردو باريديس 85' |

## الملاحظات
1. 1 2 3  نادي مكابي تل أبيب played their home matches at ملعب نتانيا، نتانيا, instead of their regular stadium ملعب بلومفيلد، تل أبيب, due to renovation.
2. ↑  The Partizan v Dynamo Kyiv match was played behind closed doors due to punishment by UEFA.[22]
3. 1 2 3  نادي سكندربيو كورتشه played their home matches at إلباسان أرينا، إلباسان, instead of their regular stadium Skënderbeu Stadium، كورتشي.
4. ↑  The Skënderbeu Korçë v Dynamo Kyiv match was played behind closed doors due to punishment by UEFA.[29]
5. 1 2 3  أوستريا فيينا played their home matches at ملعب إرنست هابل، فيينا, instead of their regular stadium Franz Horr Stadium، فيينا, due to reconstruction.
6. 1 2 3  أتالانتا played their home matches at ملعب مابي – تشيتا ديل تريكولوري، ريدجو إميليا, instead of their regular stadium ملعب أتليتي أزوري إيطاليا، بيرغامو, as it wasn’t given a UEFA licence to hold games.[57]
7. 1 2 3  أبولون ليماسول played their home matches at ملعب جي إس بي، نيقوسيا, instead of their regular stadium Tsirio Stadium، ليماسول.
8. 1 2 3  Fastav Zlín played their home matches at أندريف ستاديون، أولوموتس, instead of their regular stadium Letná Stadion، زلين.
9. 1 2 3  نادي لوغانو played their home matches at Swissporarena، لوسرن, instead of their regular stadium ملعب كورناريدو، لوغانو.
10. ↑  The Arsenal v 1. FC Köln match, originally scheduled for 21:05 CEST, was delayed to 22:05 CEST due to crowd safety concerns.[95]
11. 1 2 3  زوريا لوهانسك played their home matches at أرينا لفيف، لفيف, instead of their regular stadium Avanhard Stadium، لوهانسك, due to the الحرب في دونباس.
12. ↑  The Lazio v Zulte Waregem match was played behind closed doors due to punishment by UEFA.[134]

## وصلات خارجية
- الدوري الأوروبي (الموقع الرسمي)